# Català tortosí
El català tortosí, també anomenat valencià tortosí (és a dir, de transició entre el català nord-occidental i el valencià, o inversament), se sol classificar com un subdialecte del català nord-occidental però podria entrar dins del macrodialecte valencià o valencià-tortosí, atesa l'afinitat lèxica del tortosí amb el 
valencià.

## Extensió geogràfica
Comprén el Maestrat, els Ports de Morella (menys Olocau del Rei, de llengua castellana), el Matarranya (incloent-hi els municipis catalanòfons del Baix Aragó i Maella, Favara, Faió i Nonasp, del Baix Aragó-Casp), el Montsià, el Baix Ebre, la Terra Alta la Ribera d'Ebre i alguns municipis del sud del Priorat. Atenent a la línia divisòria de la conjugació verbal en -és, -ís (cantés, batés, dormís) o en -ara, -era, -ira (cantara, batera, dormira), l'extrem sud abraçaria tan sols Vinaròs i Alcalà de Xivert. Per aquest motiu, es diferencien dos sectors: el septentrional i el meridional o valencià septentrional.
El departament de filologia catalana de la URV ha elaborat diverses tesis doctorals sobre la variació geogràfica de les Terres de l'Ebre: els parlars de la Terra Alta han sigut estudiats per Pere Navarro; els de la Ribera d'Ebre per Olga Cubells. Estan en curs d'elaboració les tesis sobre els parlars del Montsià a cura d'Àngela Buj; els del Baix Ebre a cura de Carles Castellà; els del Priorat a cura d'Emili Llamas.

## Filiació dialectal
La filiació dialectal ha sigut variable. En el primer quart del segle XX diversos autors l'inclouen en el valencià. Posteriorment, autors com Badia, Veny, Alcover o Moll l'inclouen en el català nord-occidental encara que posant en relleu la consideració de parlar de transició, cap al valencià. Al contrari, Lluís Gimeno és oposat al caràcter de transició i el considera com el tercer dialecte del català occidental.

## Característiques lingüístiques
Respecte als trets característics generals del català nord-occidental i del valencià, el tortosí presenta les característiques següents.

### Fonètica

#### Vocalisme
- Manteniment de la /a/ etimològica en els infinitius traure, jaure, nàixer

- Palatalització de /a/ tònica en contacte amb palatal = ['ʎɛrk], ['ɛjɣwa], ['jɛjo] (vegeu: palatalització)
- Tancament de /e/ àtona > [i] en contacte amb palatal (no és sistemàtic) = senyor [si'ɲo], genoll [d͡ʒi'noʎ] (vegeu: palatalització)

#### Consonantisme
- DJ, I, BJ, GJ
  - Intervocàlics: CORRIGIA, PEIORE, MAIORE, BAUBIA = [jʒ]: [ko'rejʒa], [pi'ʒo], [maj'ʒo], ['bɔjʒa] (vegeu: palatalització)
  - Finals: RUBEU, PODIU = [ʧ]: ['rɔʧ], ['puʧ] (vegeu: palatalització)
- /v/ vi, vaca = a Paüls i a Canet: [v]; a la resta: [b]/[β] (vegeu: betacisme)
- Progressiva palatalització, en algunes zones, dels fonemes alveolars africats: dotze > ['dodʒe], pots > [pɔtʃ]
- Segregació de iod davant de prepalatal fricativa sonora /ʒ/ i fricativa sorda /ʃ/: major [maj'ʒo], boja ['bɔjʒa], caixó > [kaj'ʃo], peix ['pejʃ]
- Conservació de la ene postònica etimològica en els plurals: hòmens /ɔ́mens/

### Morfologia

#### Morfologia nominal
- Pronoms personals
  - Cas recte (cas nominatiu) (P1, P4, P5) = ['jɔ], natros/natres, vatros/vatres
  - Cas oblic (cas acusatiu, cas datiu…) = és per a mi, mos diuen que sí, los veuen vindre, vos/tos ho portaré
- Demostratius = este (-a, -os, -es); eixe (-a, -os, -es); aquell (-a, -s, -es), tot i que a la comarca de la Ribera d'Ebre podem trobar les formes reforçades aquest, aquesta
- Locatius = això, allò; aquí/ací, allí/allà
- Preposicions i adverbis
  - per a = per a, pa
  - menys = menos
  - després = ancabat, adés, después
  - només que = so que (Terra Alta)
  - aviat = prompte, alego
  - doncs = pos, pus
  - fins a (lloc) = hasta

#### Morfologia verbal
- P1 Indicatiu Present = canto, parlo, compro
- P3 Indicatiu Present = canta (sobretot Montsià i Baix Ebre, al sud del Pas de l'Ase a la Ribera d'Ebre); cante (Matarranya, Terra Alta, nord del Pas de l'Ase a la Ribera d'Ebre).

- P4, P5 Indicatiu Present = cantem/canteu; cantam/cantau, sobretot a la Terra Alta
- P3 Indicatiu Imperfet: dir, caure, creure = dia, caïa, creïa
- P1, P2, P3, P6 Subjuntiu Present 1a Cj = cante, cantes, cante/canta, canten; canto/canta, cantos, canto, cànton
- P1, P2, P3, P6 Subjuntiu Present 2a Cj = córrega, corregues, correga/corregue, correguen
- P1, P2, P3, P6 Subjuntiu Present 3a Cj = dòrmiga, dormigues, dormiga/dormigue, dormiguen
- P4, P5 Subjuntiu Present = analogia amb el Subjuntiu Imperfet: ell vol que natros cantéssem/ell volia que natros cantéssem
- Subjuntiu Imperfet: cantessa, dormiguessa
- Indicatiu Present SER = sóc, ets/eres, és, som, sou, són
- Imperatiu Futur = trauràs-te-ho tu mateixa, sentes?, baixaràs-me'l el pot de l'armari?
- Infinitiu + pron. feble = ascaufar-se, anar-mô'n, agarrar-les, minjar-vos (Ports, Baix Maestrat, Montsià i Baix Ebre); ascaufâ's, ana-mô'n, agarrâ-les/agafâ-les, minjâ-us (Matarranya, Terra Alta i Ribera d'Ebre)
- Incoatius -ĪSC- = patixo/patisco, lleigixen, bullixo/bullisco, fugixo/fugisco

### Lèxic

#### Paral·lelismes amb el valencià i el balear
Besada ('petó'), calces ('mitges'), debades ('gratuït'), faldetes ('faldilles'), galtada ('bufetada'), granera ('escombra'), poal ('galleda'), torcar ('netejar').

#### Paral·lelismes amb el valencià
abadejo ('bacallà'), avant ('endavant'), bajoca ('mongeta'), bancal ('feixa de terra'), carlota i safanòria ('pastanaga'), despús-demà ('demà passat'), ensalada ('amanida'), entrompessar ([an-] ('ensopegar'), esta, eixa ('aquesta'), faena ('feina'), gelat adj. ('fred'), juí ('judici'), llima ('llimona'), menut ('petit'), panís ('blat de moro'), prompte ('aviat'), reixos ('reis'), roig ('vermell'), xic/xica ('noi/noia'), xiquet/xiqueta ('nen/nena').

#### Mots propis
Certinitat ('certesa'), ado ('àdhuc'), lligallo ('camí ramader'), escuranda ('vaixella bruta'), va a mà que ('pot ser que'), mano/mana ('germà'/'germana'), baldana ('botifarra'), maldar ('renyar'), pesteta ('vitxo', cf. valencià), xeic/xec/ec (vocatiu, cf. 'xe' valencià), dolent ('malalt'), bacó ('porc'), xompo/sompo ('feixuc'), panís ('moresc', cf. cat. occ.), rabera ('ramat', cf. valencià), rendilla ('mosquit petit'), pataca ('patata'), abadejo ('bacallà', cf. cat. occ.), estimar ('fer un petó'), raïl ('arrel', cf. valencià).